# УЕФА квалификације за Светско првенство у фудбалу за жене 2023 — група Ц
Група Ц, квалификационог такмичења УЕФА за Светско првенство у фудбалу за жене 2023. се састојала од пет репрезентација: Холандија, Исланд, Чешка, Белорусија и Кипар. Састав девет група у квалификационој групној фази одређен је жребом одржаним 30. априла 2021. са тимовима који су били носиоци према рангу коефицијената.
Група се играла у кругу, као домаћин и у гостима, између 17. септембра 2021. и 6. септембра 2022. са паузом за Европско првенство за жене 2022. у јулу. Победнице група су се квалификовале на завршни турнир, док су другопласиране прочле у плеј-оф другог кола ако су биле једна од три најбоља другопласираних у свих девет група (рачунајући резултате против петопласиране екипе).
Због умешаности Белорусије у руску инвазију на Украјину, репрезентација је била обавезна да своје домаће утакмице игра на неутралним местима иза затворених врата до даљег. Фудбалски савез Холандије саопштио је да репрезентативне селекције Холандије до даљњег неће играти против репрезентација Русије и Белорусије. Међутим, 6. маја 2022. објавили су да ће Холандија играти меч против Белорусије иза затворених врата 28. јуна 2022.

## Табела
| Pos | Тим        | О | П | Н | И | ГД | ГП | ГР  | Бод. | Qualification                             |
| --- | ---------- | - | - | - | - | -- | -- | --- | ---- | ----------------------------------------- |
| 1   | Холандија  | 8 | 6 | 2 | 0 | 31 | 3  | +28 | 20   | Светско првенство у фудбалу за жене 2023. |
| 2   | Исланд     | 8 | 6 | 0 | 2 | 25 | 3  | +22 | 18   | Плеј-оф                                   |
| 3   | Чешка      | 8 | 3 | 2 | 3 | 25 | 10 | +15 | 11   |                                           |
| 4   | Белорусија | 8 | 2 | 1 | 5 | 7  | 26 | −19 | 7    |                                           |
| 5   | Кипар      | 8 | 0 | 1 | 7 | 2  | 48 | −46 | 1    |                                           |

## Утакмице
Сва времена су CET/CEST, како наводи УЕФА (локална времена, ако се разликују, она су у загради).
| Белорусија                                                     | 4 : 1                           | Кипар       |
| -------------------------------------------------------------- | ------------------------------- | ----------- |
| Козјупа 6’ · Шупо 45+4’ (пен.) · Пилипенко 51’ · Шлапакова 59’ | Извештај (ФИФА) Извештај (УЕФА) | Виолари 57’ |

| Холандија   | 1 : 1                           | Чешка        |
| ----------- | ------------------------------- | ------------ |
| Миедама 83’ | Извештај (ФИФА) Извештај (УЕФА) | Сташкова 47’ |

| Чешка | 8 : 0                           | Кипар |
| --- | ------------------------------- | ----- |
| Сташкова 10’, 63’ · Хараламбуш 12’ (а.г.) · Дубцова 26’ · Крејчирикова 42’ · Мартинкова 56’, 65’ · Цврчкова 90+3’ | Извештај (ФИФА) Извештај (УЕФА) |       |

| Исланд | 0 : 2                           | Холандија                    |
| ------ | ------------------------------- | ---------------------------- |
|        | Извештај (ФИФА) Извештај (УЕФА) | Ван де Донк 23’ · Гронен 65’ |

| Кипар | 0 : 8                           | Холандија                                                                                             |
| ----- | ------------------------------- | --- |
|       | Извештај (ФИФА) Извештај (УЕФА) | Мидема 3’ · Ван де Донк 11’ · Рорд 19’, 49’, 53’ · Хараламбус 51’ (а.г.) · Смитс 81’ · Ван Донген 87’ |

| Исланд                                                                    | 4 : 0                           | Чешка |
| ------------------------------------------------------------------------- | ------------------------------- | ----- |
| Вотикова 12’ (а.г.) · Брињаршдотир 59’ · Гудмуншдотир 81’ · Јоншдотир 83’ | Извештај (ФИФА) Извештај (УЕФА) |       |

| Белорусија | 0 : 2                           | Холандија                     |
| ---------- | ------------------------------- | ----------------------------- |
|            | Извештај (ФИФА) Извештај (УЕФА) | Мартенс 71’ · Ван де Донк 75’ |

| Исланд                                                                       | 5 : 0                           | Кипар |
| ---------------------------------------------------------------------------- | ------------------------------- | ----- |
| Брињаршдотир 14’ · Јоншдотир 21’, 55’ · Вилшламдотир 45+1’ · Јоханштотир 64’ | Извештај (ФИФА) Извештај (УЕФА) |       |

| Кипар    | 1 : 1                           | Белорусија    |
| -------- | ------------------------------- | ------------- |
| Сава 60’ | Извештај (ФИФА) Извештај (УЕФА) | Пилипенко 24’ |

| Чешка                       | 2 : 2                           | Холандија                             |
| --------------------------- | ------------------------------- | ------------------------------------- |
| Свиткова 11’ · Нецидова 60’ | Извештај (ФИФА) Извештај (УЕФА) | Ван де Донк 51’ · Ван Дер Гракт 90+3’ |

| Кипар | 0 : 4                           | Исланд                                                                          |
| ----- | ------------------------------- | ------------------------------------------------------------------------------- |
|       | Извештај (ФИФА) Извештај (УЕФА) | Вилхјалмсдоттир 7’ · Торвалдсдотир 16’ (пен.) · Јонсдотир 37’ · арнарсдотир 61’ |

| Белорусија | 0 : 5                           | Исланд                                                                         |
| ---------- | ------------------------------- | ------------------------------------------------------------------------------ |
|            | Извештај (ФИФА) Извештај (УЕФА) | Брињарсдотир 16’ · Јонсдотир 24’ · Торвалдсдотир 25’ · Вилхјалмсдотир 48’, 57’ |

| Холандија                                                                                          | 12 : 0                          | Кипар |
| -------------------------------------------------------------------------------------------------- | ------------------------------- | ----- |
| Мидема 23’, 41’, 44’, 54’, 69’, 76’ · Рорд 26’, 34’, 56’ · Биренстајн 52’ · Спице 60’ · Бругта 77’ | Извештај (ФИФА) Извештај (УЕФА) |       |

| Чешка | 0 : 1                           | Исланд        |
| ----- | ------------------------------- | ------------- |
|       | Извештај (ФИФА) Извештај (УЕФА) | Јонсдотир 36’ |

| Белорусија      | 2 : 1                           | Чешка           |
| --------------- | ------------------------------- | --------------- |
| Валијук 8’, 19’ | Извештај (ФИФА) Извештај (УЕФА) | Севијецкова 29’ |

| Холандија                             | 3 : 0                           | Белорусија |
| ------------------------------------- | ------------------------------- | ---------- |
| Рорд 13’ · Наувен 59’ · Бирестајн 85’ | Извештај (ФИФА) Извештај (УЕФА) |            |

| Кипар | 0 : 6                           | Чешка                                                                                    |
| ----- | ------------------------------- | ---------------------------------------------------------------------------------------- |
|       | Извештај (ФИФА) Извештај (УЕФА) | Мартинкова 10’ · Дубцова 18’ · Кирова 21’ · Севјецкова 45’ · Свиткова 78’ · Сташкова 80’ |

| Исланд                                                                                 | 6 : 0                           | Белорусија |
| -------------------------------------------------------------------------------------- | ------------------------------- | ---------- |
| Гунарсдотир 12’ (пен.), 15’ · Брињарсдотир 47’, 81’ · Вигосдотир 71’ · Магнусдотир 82’ | Извештај (ФИФА) Извештај (УЕФА) |            |

| Чешка                                                                                         | 7 : 0                           | Белорусија |
| --------------------------------------------------------------------------------------------- | ------------------------------- | ---------- |
| Свиткова 28’, 31’ · Дубкова 41’ · Кирова 50’ · Сонтагова 68’ · Мразова 90+1’ · Дласкова 90+3’ | Извештај (ФИФА) Извештај (УЕФА) |            |

| Холандија    | 1 : 0                           | Исланд |
| ------------ | ------------------------------- | ------ |
| Брухтс 90+3’ | Извештај (ФИФА) Извештај (УЕФА) |        |

## Голгетерке
Укупно је постигнуто  90 голова у 20 утакмица, с просеком од 4.5 гола по утакмици.
8 голова
- Вивијане Мидема

7 голова
- Џил Рорд

5 голова
- Фагни Брињарсдотир

4 гола
- Андреја Сташкова
- Катерина Свиткова
- Каролина Леа Вилхјалмсдотир
- Данијела ван де Донк

1 аутогол
- Барбара Вотикова (против Исланда)

2 аугогола
- Чара Чараламбус (против Чешке и против Холандије)

## Белешке
1. ↑  CEST (УТЦ+2) за датуме између 28. марта и 31. октобра 2021. и између 27. марта и 30. октобра 2022., и CET (УТЦ+1) за све остале датуме.
2. ↑  Одложено за један дан због снега.
3. 1 2 3 4  Због умешаности земље у руску инвазију на Украјину, Белорусија мора да игра своје домаће утакмице на неутралним местима без гледалаца до даљњег.[4]
4. ↑  Фудбалски савез Холандије (КНВБ) је првобитно најавио да ће бојкотовати утакмицу против Белорусије због умешаности Белорусије у руску инвазијзију на Украјину.[6] Дана 6. маја 2022., КНВБ је у саопштењу објавио да и даље жели да игра утакмицу против Белорусије 28. јуна 2022.[7]
5. ↑  Утакмица је првобитно била заказана за 30. новембар 2021, али је одложена за 6. септембар 2022. због пандемије  Ковид 19.